# Atsusacon
Atsusacon is een jaarlijkse Belgische animeconventie. Het is een internationaal festival voor liefhebbers van anime, cosplay, games, manga en andere moderne Aziatische popcultuur.
Kenmerkend voor het festival is een grote aandacht voor cosplay en Japanse cultuur. Ook kenmerkt het festival zich door een uitgebreid evenementenprogramma, waaronder workshops, lezingen en concerten.
Atsusacon wordt georganiseerd door vrijwilligers van Ganbaro vzw.

## Geschiedenis
| Datum             | Locatie      | Bezoekers | Thema                                      |
| ----------------- | ------------ | --------- | ------------------------------------------ |
| 23-24 juli 2011   | Antwerp Expo | ?         | Atsusacon 2011 - first edition!            |
| 14-15 juli 2012   | Antwerp Expo | ?         | Atsusacon 2012                             |
| 20-21 juli 2013   | Antwerp Expo | ?         | Atsusacon 2013, Nog actiever dan voorheen! |
| 19-20 juli 2014   | Antwerp Expo | ?         | Atsusacon 2014, Het plezier gaat verder!   |
| 18-19 juli 2015   | ICC Gent     | ± 1000    | Atsusacon 2015                             |
| 6-7 augustus 2016 | ICC Gent     | ± 1000    | Myths & Legends                            |
| 5-6 augustus 2017 | ICC Gent     | ± 1000    | Monsters vs. Mechas                        |
| 27-28 juli 2018   | ICC Gent     | ± 1100    | School Festival                            |
| 3 augustus 2019   | ICC Gent     | ± 1100    | Atsusa Summer Fest                         |
| 16-17 juli 2022   | ICC Gent     | ± 1400    | Ninja vs. Samurai (10e editie)             |
| 8-9 juli 2023     | ICC Gent     | ?         | Into Another World! - Isekai edition       |